# CRV

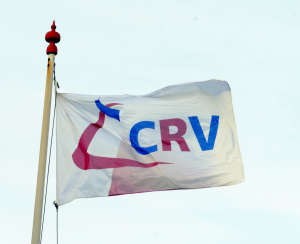
CRV-vlag bij het hoofdkantoor in Arnhem

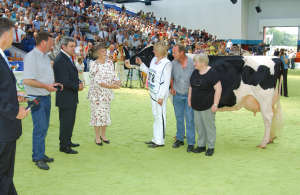
Koningin Beatrix bezoekt de NRM in Utrecht, 2006

CRV Holding BV staat voor Coöperatie Rundveeverbetering en heeft als aandeelhouder de Coöperatie Koninklijke CRV u.a. Deze coöperatie is begin 2017 ontstaan uit de samenvoeging van de coöperatie CR Delta u.a. in Nederland en de Vlaamse Rundveeteelt Vereniging VRV vzw in Vlaanderen. De leden van de coöperatie zijn ook eigenaar van de onderneming en hebben invloed op de strategie en activiteiten.
CRV ontwikkelt en levert informatieproducten aan veehouders en organisaties ter ondersteuning van de bedrijfsvoering. Een voorbeeld is het online managementpakket VeeManager. Daarnaast ontwikkelt CRV genetisch materiaal (zoals sperma van fokstieren) en beschikt daartoe over een van de grootste fokprogramma’s ter wereld. CRV is tevens de grootste stamboekorganisatie van rundvee in Nederland. Verder is CRV een belangrijke partij in de organisatie van de Nationale Rundvee Manifestatie (NRM).

## Organisatie
CRV heeft in Nederland en België circa 50.000 leden en klanten. Er zijn dochterondernemingen in Brazilië, Nieuw-Zeeland, Tsjechië, Duitsland, Luxemburg, de Verenigde Staten, Zuid-Afrika, Engeland en Spanje. Jaarlijks wordt een omzet gegenereerd van circa 120 miljoen euro. In 2012 had CRV in Nederland ruim 1.300 medewerkers in dienst. Het hoofdkantoor bevindt zich in Arnhem, verder is er ook een kantoor in Deventer en in Sint-Denijs-Westrem (België).

## Fokprogramma
Mondiaal bedraagt de productie van CRV ongeveer 6,6 miljoen doses sperma. Hoewel melkveerassen als holstein friesian met name op de binnenlandse markt hierin een belangrijk aandeel hebben, zijn ook de minder bekende rundveerassen vertegenwoordigd, hetzij vanuit het eigen fokprogramma dan wel via internationale dochters.

## Fokprogramma vleesvee
CRV is partner in de Belgian Blue Group (BBG) en als zodanig verantwoordelijk voor een witblauwfokprogramma dat jaarlijks dertig stieren test voor de fokkerij. Belgisch witblauw is in België het meest gebruikte ras, gevolgd door de zwartbonte holstein en vervolgens de roodbonte holstein.

## Rundveeverbetering

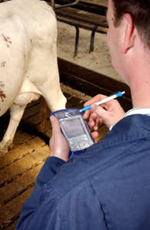
Bedrijfsinspectie: instrument voor rundveeverbetering

Globaal gezien houdt CRV zich bezig met de klassieke driehoek van de veeverbetering:
1. Kunstmatige inseminatie
2. Melkproductieregistratie
3. Exterieurbeoordeling

### 1. Kunstmatige inseminatie
CRV heeft vele inseminatoren in dienst, die dagelijks bezig zijn met kunstmatige inseminatie. Er zijn diverse depots waar rietjes sperma in containers met stikstof worden bewaard op een temperatuur van –196°C. Het sperma is niet alleen afkomstig van CRV-fokstieren maar ook van genoomstieren en van vleestieren. Er wordt ook met sperma van andere fokkerijorganisaties geïnsemineerd, wanneer de veehouder hier om vraagt. Ongeveer een derde van de veehouders insemineert zelf.

### 2. Melkproductieregistratie
Registratie van de melkproductie is het fundament onder het melkveebedrijf. De gegevens worden in het hele bedrijf en in allerlei processen gebruikt om beslissingen te nemen. Op basis van de geregistreerde gegevens geeft CRV adviezen, bijvoorbeeld over de selectie van de dieren, het rantsoen, het bewaken van de gezondheid en de quotumplanning.

### 3. Exterieurbeoordeling
CRV heeft inspecteurs in dienst die jaarlijks samen circa 160.000 koeien keuren. Het beoordelen van de buitenkant van een koe, haar exterieur, is belangrijk. Alle koeien hebben sterke en minder sterke onderdelen. Door die te benoemen kan er bij de stierkeuze rekening mee gehouden worden. Zo kan de stier de minder sterke eigenschappen compenseren, waardoor de nakomelingen een probleemloos en duurzaam exterieur hebben.

## Feiten over CRV
- De belangrijkste rassen die door CRV worden gefokt zijn holstein (zwart- en roodbont), mrij en Belgisch witblauw. In het buitenland worden bij dochterorganisaties ook andere rassen gefokt, zoals nelore, jersey en fleckvieh.
- CRV organiseert diverse koeienshows en neemt om de twee jaar deel aan de organisatie van de Nationale Rundvee Manifestatie (NRM).
- Een van de bekendste stieren uit de CRV-stal is Sunny Boy. In de jaren ’90 zijn er bijna twee miljoen doses sperma van verkocht.
- In 2007 was CRV de eerste Nederlandse fokkerijorganisatie die gesekst sperma (onder de naam SiryX) van Nederlandse stieren op de markt bracht.
- In juni 2008 bracht CRV voor het eerst merkergeselecteerde genetische producten op de markt (onder de naam InSire[2]). Het betrof sperma van jonge veelbelovende stieren en embryo's van merkergeselecteerde donoren.

## Miljonairs
CRV telt nu 9 stieren die de grens van 1 miljoen rietjes hebben gepasseerd.
| Naam                | Kleur     | geboren    | afstammeling         | Rasbalk           | miljoen grensbehaald | totaal aantal geproduceerde dosis |
| ------------------- | --------- | ---------- | -------------------- | ----------------- | -------------------- | --------------------------------- |
| F16 Rocket C        | zwartbont | 24-8-1983  | Chairman x Rocket    | HF 87,5% FH 12,5% | 1994                 | 1.159.216                         |
| Skalsumer Sunny Boy | zwartbont | 26-5-1985  | Nehls x Sheik        | HF 87,5% FH 12,5% | 1994                 | 2.199.342                         |
| Etazon Celsius      | zwartbont | 26-8-1989  | Bellman x Bell       | HF 100%           | ?                    | meer dan 1.000.000                |
| Etazon Lord Lily    | zwartbont | 6-6-1991   | Blackstar x Rotate   | HF 100%           | 2000                 | 1.238.421                         |
| Eastland Cash       | zwartbont | 7-2-1991   | Sunny Boy x Cleitus  | HF 100%           | 2000                 | 1.142.934                         |
| Himster Grandprix   | zwartbont | 29-4-1997  | Lord Lily x Mascot   | HF 100%           | Juli 2008            | > 1.000.000                       |
| Delta Olympic       | zwartbont | 17-11-1999 | Addison x Besne Buck | HF 100%           | November 2008        | > 1.000.000                       |
| Kian*               | roodbont  | 11-6-1997  | Andries x Sunny Boy  | HF 75% MRY 25%    | December 2008        | > 1.400.000                       |
| Delta Paramount     | zwartbont | 14-07-2001 | Jocko Besn x Fatal   | HF 100%           | Oktober 2011         | > 1.400.000                       |

- Kian is de eerste roodbonte stier ter wereld die de mijlpaal van één miljoen rietjes heeft behaald.